# 堀口龍佑
堀口 龍佑（ほりぐち りゅうすけ、1984年9月20日 - ）は、和歌山県出身の元サッカー選手、サッカー指導者。現役時代のポジションは、ディフェンダー。

## 来歴
大阪外国語大学でスペイン語を学び、大学卒業後に1年間スペインへサッカー留学した。
帰国後は筑波大学蹴球部などでコーチを務め、2012年にセレッソ大阪和歌山U-15のアシスタントコーチに就任。2014年、トップチームのコーチに就任した。同年9月、マルコ・ペッツァイオリ監督退任と同時に契約を解除して退任し、サッカースクールのコーチに就任。その後、2015年にセレッソ大阪を契約満了となった新井場徹がオーナーをつとめるFC TIAMOの監督に就任、1年後には同クラブの代表取締役に就任し、本格的な強化をスタート。2017年に辞意を表明し、サッカー界から姿を消すも、2018年に奈良県で開校したバルサアカデミー奈良校の日本人責任者に就任。現在は、同アカデミージュニアユースの監督をつとめる。

## 所属クラブ
- 2000年 - 2002年 和歌山県立南部高等学校
- 2003年 - 2006年 大阪外国語大学
- 2007年9月 - 12月  RSDアルカラ
- 2008年1月 - 6月  ADナヤ
- 2011年  ジョイフル本田つくばFC

## 指導歴
- 2008年9月 - 2010年3月 大阪大学外国語学部体育会サッカー部
- 2008年11月 - 2009年12月 クーバーコーチングサッカースクール 吹田校 アシスタントコーチ
- 2010年4月 - 2011年3月 筑波大学蹴球部 コーチ
- 2010年8月 - 2012年1月 竹園西幼稚園S.C.
- 2012年 -  セレッソ大阪
  - 2012年 - 2013年 和歌山U-15 アシスタントコーチ
  - 2014年2月 - 9月 トップチーム アシスタントコーチ
  - 2014年9月 - サッカースクール　コーチ
- 2015年 FCティアモ枚方 監督
- 2018年　バルサアカデミー奈良校　日本人責任者
  - 2021年　バルサアカデミー奈良ジュニアユースU13監督
  - 2022年　バルサアカデミー奈良ジュニアユースU15監督